# Athetis melanochroa
Athetis melanochroa là một loài bướm đêm trong họ Noctuidae.